# Liste der Monuments historiques in Loire-les-Marais
Die Liste der Monuments historiques in Loire-les-Marais führt die Monuments historiques in der französischen Gemeinde Loire-les-Marais auf.

## Liste der Objekte

### Kirche Notre-Dame-de-l’Assomption
| Bezeichnung               | Beschreibung | Standort | Kennzeichnung | Schutzstatus | Datum | Bild |
| ------------------------- | --- | -------- | ------------- | ------------ | ----- | ---- |
| Kollektenschale           | Zinn, vermutlich aus dem 18. Jahrhundert                                                                                       | (Lage)   | PM17001773    | Inscrit      | 1994  |      |
| Tabernakel                | Tabernakel mit Expositionsnische und vier Kerzenständern; Holz, farbig gefasst und vergoldet, 1744, im 19. Jahrhundert ergänzt | (Lage)   | PM17000182    | Classé       | 1978  |      |
| Gemälde Mariä Himmelfahrt | Öl auf Leinwand, 17. Jahrhundert                                                                                               | (Lage)   | PM17000183    | Classé       | 1982  |      |